# Kačenka a strašidla
Kačenka a strašidla je česká pohádková filmová komedie z roku 1993 režiséra Jindřicha Poláka.

## Děj
Malá Kačenka tráví krátkou dobu v nemocnici s akutním zánětem slepého střeva. Potkává zde dědu Swobodu, který jí vypráví různé pohádky a příběhy o strašidlech. Po nějaké době jí přenechává dům hrůzy v parku Prátr v rakouské Vídni. V domě jsou především figuríny strašidel. Pomocí kouzelných hodin dokáže Kačenka oživit tři strašidla, doktora Caligariho, krásnou Elvíru a Bertu, která se umí přeměňovat na psa. Všichni Kačenku poslouchají a plní všechna její přání. Rodiče usilují, aby byl dům přestěhován do Čech. Hodlají ho postavit k babičce na zahradu. Strašidla to pomocí svých kouzel dokážou. Později chce tatínek figuríny v domě rozprodat a z baráku udělat místo pro bydlení. To se nepovede a strašidla sama dům hrůzy na zahradě postaví a podaří se jim splynout s ostatními lidmi.

## Obsazení
- Helena Vitovská jako Kačenka
- Jiří Schmitzer jako tatínek Kačenky
- Jana Krausová jako maminka Kačenky
- Svatopluk Beneš jako doktor Caligari
- Jiřina Bohdalová jako Berta
- Eva Vejmělková jako Elvíra
- Lubomír Kostelka jako Franz Swoboda
- Josef Somr jako notář Weber
- Gabriela Wilhelmová jako majitelka střelnice Seidlová
- Jan Jiráň jako strýc Pavel
- Vítězslav Jandák jako padouch Ludvík
- Pavel Nový jako padouch Rössel
- Alena Kreuzmannová jako babička
- Carmen Mayerová jako vrchní sestra
- Václav Štekl jako Rudi
- Hana Čížková, Slávka Hozová, Elena Strupková jako zdravotní sestry